# Henrik Andersen (fodboldspiller, født 1986)
 For alternative betydninger, se Henrik Andersen. (Se også artikler, som begynder med Henrik Andersen)
Henrik Hjarsbæk Andersen (født d. 13. august 1986) er en dansk fodboldspiller.

## Karriere
Henrik Hjarsbæk Andersen kom oprindeligt fra ungdomsafdelingen i Vejle Boldklub, men skiftede til Middelfart og derfra videre til Kolding FC. Før skiftet var Henrik Andersen en målfarlig herre på Vejle Boldklubs danmarksseriehold, hvilket i 2009 førte til hans førsteholdskamp mod AB.
I vinteren 2010 kom Henrik Andensen tilbage til Vejle Boldklub, hvor han fik en kontrakt, der løb frem til sommeren 2010 .